# Salz der Erde
Die Bildrede vom Salz der Erde steht im Evangelium nach Matthäus (Mt 5,13 ). Es ist ein Teil der Bergpredigt und schließt an die Seligpreisungen an. Die Jünger Jesu werden zunächst mit dem damals wertvollen und wichtigen Salz verglichen. Im nächsten Vers folgt ein analoger Vergleich der Jünger mit dem Licht der Welt. Eine weitere Bildrede Jesu, in der es um den Wert und die Vergänglichkeit des Salzes geht, ist in den Evangelien nach Markus (Mk 9,50 ) und Lukas (Lk 14,34 ) zu finden.

## Wortlaut
Der Vers lautet in der Übersetzung nach Martin Luther (revidierte Fassung von 2017):

„Ihr seid das Salz der Erde. Wenn nun das Salz nicht mehr salzt, womit soll man salzen? Es ist zu nichts mehr nütze, als dass man es wegschüttet und lässt es von den Leuten zertreten.“

## Deutung
Genau wie die Verse 11 und 12, die den Abschluss der Seligpreisungen darstellen und unmittelbar vor diesem Bildwort stehen, richtet sich dieses Wort speziell an die Jünger. Sie dienen dabei dazu, ihre Aufgabe in der Welt zu umschreiben. Salz diente damals zunächst dazu, Nahrung genießbar zu machen und vor Fäulnis zu bewahren. Es wurde damals aus dem Toten Meer gewonnen und besaß nur eine eingeschränkte Haltbarkeit. Nachdem es schal geworden war, war es nicht mehr zu gebrauchen. Entsprechend kann die Warnung im zweiten Teil des Verses verstanden werden, dass es den Jüngern ähnlich ergeht wie dem Salz, das weggeworfen werden muss, nachdem es schal geworden ist, wenn sie ihr Leben nicht so führen, wie es der hereinbrechenden Gottesherrschaft entspricht, d. h. nach den in den vorangehenden Versen gesetzten Maßstäben.

## Rezeption
1996 veröffentlichte Joseph Ratzinger sein Buch Salz der Erde: Christentum und katholische Kirche im 21. Jahrhundert – Ein Gespräch mit Peter Seewald (Deutsche Verlags-Anstalt, Stuttgart, ISBN 3-421-05046-5).
Der 28. deutsche Evangelische Kirchentag 1999 in Stuttgart hatte „Ihr seid das Salz dieser Erde“ als Thema. Entsprechend basierte auch das Kirchentagslied „Ihr seid das Salz dieser Erde, wir sind das Salz dieser Welt“ auf dem entsprechenden Bibelwort. Der zweite Vers des Lieds „Ihr seid das Volk, das der Herr sich ausersehn“ basiert ebenfalls auf den biblischen Motiven von Salz der Erde und Licht der Welt.